# Катрич (Сугалова) Тетяна Іванівна
Катрич (Сугалова) Тетяна Іванівна — (29.06.1956, м. Маріуполь Донецької обл.) — поетеса, член Національної спілки письменників України.

## Біографія
Народилася Тетяна Сугалова-Катрич 29 червня 1956 року в Маріуполі, Донецької області. Здобувала вищу освіту в Запорізькому педагогічному інституті. Після закінчення навчання працювала учителькою української мови і літератури. Працює вчителем у Червонопільській школі 34 роки.

## Творчість
Інститутська літературна студія ім. Михайла Шломи була першою літературною школою для поетеси. У цій же студії відбувся перший творчий звіт Тетяни Іванівни. Навчаючись на третьому курсі друкувалась в газеті «Педагог».
В Національну Спілку письменників України прийнята в червні 2001 року. Член Національної Спілки журналістів України.
Учасниця конкурсу поетів-аматорів «Ліричні мелодії». Конкурс відбувався в Бердянську. Тетяну Іванівну журі признало професіоналом, тому що вона вже багато років є членом НСПУ.
Лауреат фестивалю «Зірка Різдва-2016».

## Творчий доробок
- Автор 4 збірок поезій:

1. «Тобі на щастя»,
2. «Польова стежина»,
3. «Починаюся з вас»,
4. «Під небом правічним».

- Збірки новел і нарисів:

1. «Моє перо пише болем»,
2. «Історії села Червоне Поле в усних оповіданнях та переказах».